# Các nước Cộng hòa tự trị của Liên bang Xô viết
Cộng hòa Tự trị Xã hội chủ nghĩa Xô viết (tiếng Nga: Автономная Советская Социалистическая Республика，АССР; chuyển tự: ASSR), thường được gọi tắt là nước cộng hòa tự trị (Автономная Республика) là đơn vị hành chính trực thuộc các nước Nga Xô viết, Ukraine, Uzbek và các quốc gia khác. Các nước cộng hòa tự trị có vị thế thấp hơn các nước cộng hòa của Liên Xô, nhưng cao hơn các tỉnh tự trị và khu tự trị. Thí dụ, ở Nga Xô viết, chủ tịch chính phủ các nước cộng hòa tự trị trước đây từng là thành viên chính thức của chính phủ Nga. Không như các nước cộng hòa, các nước cộng hòa tự trị không có quyền tự ly khai ra khỏi Liên Xô. Cấp độ chính trị, khả năng quản lý và văn hoá được chuộng lâu dài - nó có thật vào khoảng những năm 1920 (Korenizatsiya), 1950 sau khi Stalin chết, và ở thời Brezhnev.
Sau khi Liên Xô tan rã vào năm 1991, các quốc gia này tách ra thành các quốc gia hậu Xô viết độc lập với chính phủ theo thể chế mới (cộng hòa, dân chủ,...).

## CHXHCNXV Azerbaijan
- Cộng hòa Xã hội chủ nghĩa Xô viết tự trị Nakhichevan, bây giờ là Nakhchivan
- Tỉnh tự trị Nagorno-Karabakh

## CHXHCNV Gruzia
- Cộng hòa Xã hội chủ nghĩa Xô viết Abkhazia, bây giờ là  Abkhazia
- Cộng hòa Xã hội chủ nghĩa Xô viết tự trị Adjar, bây giờ là  Adjara
- Tỉnh tự trị Nam Ossetia

## Nga Xô viết
- Cộng hòa Xã hội chủ nghĩa Xô viết tự trị Kalmyk
- Cộng hòa Xã hội chủ nghĩa Xô viết tự trị Karelia
- Cộng hòa Xã hội chủ nghĩa Xô viết tự trị Tuva
- Cộng hòa Xã hội chủ nghĩa Xô viết tự trị Yakut

Một số các nước Cộng hoà tự trị khác cũng tồn tại trong Cộng hòa Xã hội chủ nghĩa Xô viết Liên bang Nga tại một thời điểm ngắn trong lịch sử Xô Viết:
- Cộng hòa Xã hội chủ nghĩa Xô viết tự trị Krym (18 tháng 10 năm 1921 – 30 tháng 6 1945; bây giờ là  Krym bên trong  Ukraina)
- CHXHCNXVTT Kabardino-Balkar (1936-1944, đổi thành Kabardin ASSR trong những năm 1944-1957, phục hồi lại thành Kabardino-Balkar ASSR trong 1957-1991)
- Cộng hòa Xã hội chủ nghĩa Xô viết tự trị Kazakhstan (1925-1936), bây giờ thành  Kazakhstan)
- CHXHCNXVTT Kirghiz (1926-1936), bây giờ thành Kazakhstan và Kyrgyzstan)
- CHXHCNXVTT Kavkaz (1922-1924) tách thành một vài nước Cộng hoà nhỏ ở Bắc Kavkaz
- CHXHCNXVTT Turkestan (1918-1924), bây giờ thành Kazakhstan, Kyrgyzstan, Tajikistan, Turkmenistan, và Uzbekistan)
- CHXHCNXVTT Volga German (1918-1941)

## Ukraina Xô viết
- Cộng hòa Xã hội chủ nghĩa Xô viết tự trị Moldavia (1924–1940). Vào năm 1940, nó được tách thành Cộng hòa Xã hội chủ nghĩa Xô viết Moldavia (bây giờ là Moldova).
- CHXHCNXVTT Krym (12 tháng 2 năm 1991 –). Tỉnh Krym trở thành CHXHCNXVTT theo cuộc trưng cầu dân ý ngày 20 tháng 1 năm 1991 (bây giờ là Cộng hòa Tự trị Krym).

## CHXHCNXV Uzbekistan
- Cộng hòa Xã hội chủ nghĩa Xô viết tự trị Tajikistan
- CHXHCNXVTT Qaraqalpaq, bây giờ là Qaraqalpaqstan